# 艾蜜莉·珊黛
愛黛兒·艾蜜莉·珊黛，MBE（英语发音：/ˈsændeɪ/，1987年3月10日—），是英國歌手和詞曲作者。出生於英格蘭泰恩-威爾郡桑德兰，母親是英國人，父親是贊比亞人，在蘇格蘭阿伯丁奥尔福德長大。她在2009年和饒舌歌手Chipmunk合唱《Diamond Rings》一曲而逐漸知名，這是他們在英國單曲榜的第一首十大熱門單曲。2010年，她和饒舌歌手Wiley (音樂人)演唱《Never Be Your Woman》，這也是十大熱門歌曲。2012年，她獲得了全英音樂獎的“樂評人選擇獎”。
她於2011年8月發行了首隻個人單曲《 Heaven》。她在英國和愛爾蘭有兩隻榜首的單曲，與格林教授演唱的《All All About It》以及與歌手Labrinth合作的《Beneath Your Beautiful 》 。她的專輯《Our Version of Events》 連續十週排名第一，成為英國2012年最暢銷的專輯，銷量超過100萬。2012年，她參加了倫敦奧運會開幕式和閉幕式。她在2013年的全英音樂獎贏得了兩個獎項：最佳英國女獨唱歌手和英國年度專輯獎。
2016年，她發行了她的第二張錄音室專輯《Long Live the Angels》，該專輯在英國專輯排行榜上名列第二。2017年，她再次贏得全英音樂獎的最佳女獨唱歌手，第四次贏得獎項。
珊黛還因其對音樂的貢獻而在2017年女王的生日榮譽上獲得大英帝國勳章員佐勳章（MBE）。

## 早期生活
1987年3月她在桑德兰出生，父親是贊比亞人Joel Sandé，母親是英國人Diane Sandé Wood。她的父親從贊比亞而來，當時他在桑德兰的理工學院時遇到了她的母親，在她4歲時一家搬到了蘇格蘭阿伯丁郡的奥尔福德。
她在11歲時為他的小學達人秀節目寫了第一首歌。她記得這是她第一次意識到自己可能成為詞曲作者，她一直想成為一名音樂家。
她在Alford學院上學，她的父親是老師。

## 藝術性

### 音樂風格
Sandé擁有女高音聲樂範圍。

## 個人生活
2012年1月，珊黛證實她與當時結識七年的長期男友訂婚。她的男友要求不被曝光，珊黛說他不是音樂界，而是科學家。
珊黛的未婚夫在2012年9月15日在他的家鄉黑山結婚時被海洋生物學家Adam Gouraguine透露。珊黛說她將從夫姓，但仍然會被稱為EmeliSandé。2014年11月，珊黛透露，她們在結婚一年後離婚。
珊黛還因其對音樂的貢獻而在2017年女王的生日榮譽上獲得大英帝國勳章員佐勳章（MBE）。

## 唱片目錄
- 艾蜜莉·珊黛作品列表（英语：Emeli Sandé discography）
- Our Version of Events（英语：Our Version of Events） (2012)
- Long Live the Angels（英语：Long Live the Angels） (2016)
- Kingdom Coming(EP)（英语：Kingdom Coming (EP)）（2017）

## 巡演
個人巡演
- Our Version of Events Tour（英语：Our Version of Events Tour） (2011–2013)
- Long Live the Angels Tour（英语：Long Live the Angels Tour） (2017)

作為它人的巡演嘉賓
- Coldplay – Mylo Xyloto Tour（英语：Mylo Xyloto Tour） (2011–2012)

## 獎項和提名
- 艾蜜莉·珊黛獎項和提名列表（英语：List of awards and nominations received by Emeli Sandé）

## 外部鏈接
- Emeli Sandé在互联网电影资料库（IMDb）上的資料（英文）
- 官方网站